# Blepharoneura hirsuta
Blepharoneura hirsuta es una especie de insecto del género Blepharoneura de la familia Tephritidae del orden Diptera.

## Historia
Bates la describió científicamente por primera vez en el año 1933.